# Faniteum

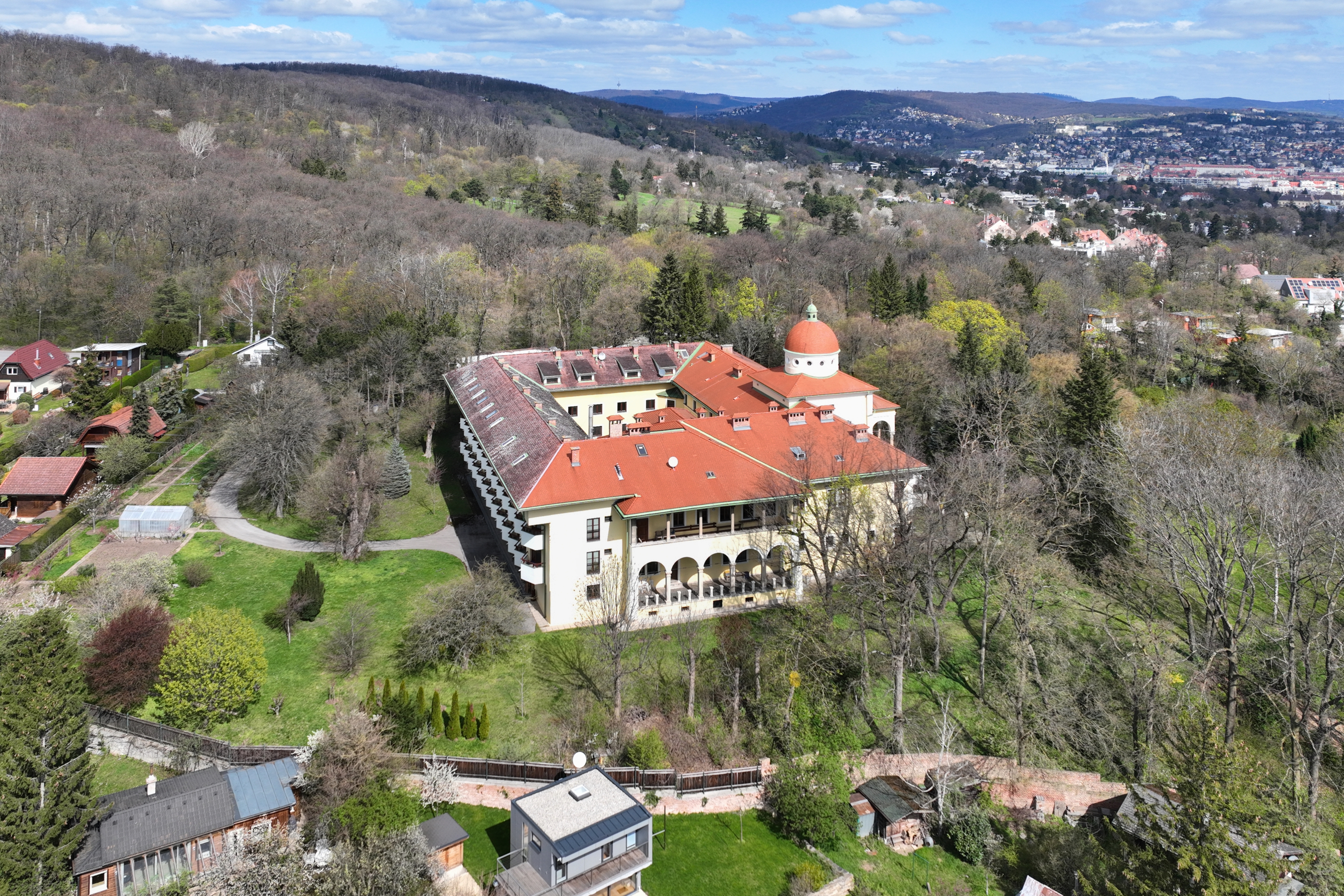
Südansicht des Faniteum

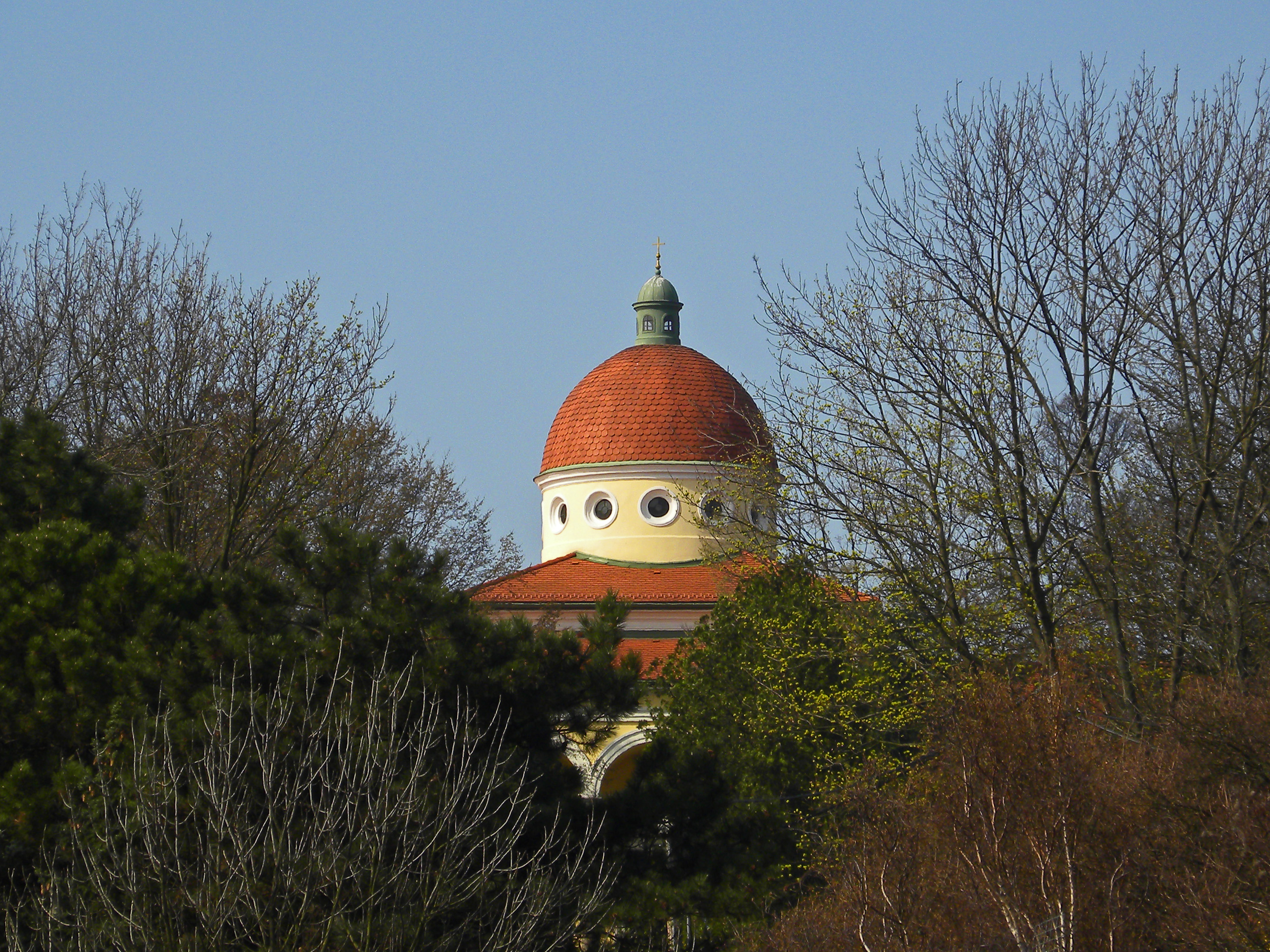
Kuppel der Kapelle des Faniteums

Das Faniteum ist ein Gebäude im 13. Wiener Gemeindebezirk, Hietzing. In der Ende des 19. Jahrhunderts als Genesungsheim mit Mausoleum errichteten Anlage ist seit 1974 das Kloster St. Josef der unbeschuhten Karmelitinnen untergebracht.

## Geschichte
Karl Graf Lanckoroński stiftete das Faniteum im Andenken an seine verstorbene zweite Frau Franziska Xaveria von Attems-Heiligenkreuz, genannt „Fani“ (1861–1893), als Rekonvaleszentenheim für Mädchen, dessen Kapelle er als Mausoleum für seine Frau bestimmte. Der Architekt der von 1894 bis 1896 erbauten Anlage war der Schweizer Emanuel La Roche. (Ursprünglich wollte Lanckoroński hier, am Hanschweg 1 nahe dem St. Veiter Tor des Lainzer Tiergartens, mit seiner ersten Frau ein Sommerhaus bauen. Als sie bei der Geburt des Sohnes Anton starb, änderte er seine Pläne.)
1899 wurde das Gebäude umgestaltet und erweitert durch die Architekten Amand Louis Bauqué und Albert Emilio Pio.
1938 beschlagnahmte die Luftwaffe der deutschen Wehrmacht das Gebäude. Anschließend diente es von 1945 bis 1948 der britischen Besatzung. Im Jahr 1974 erwarb der Konvent der unbeschuhten Karmelitinnen das Faniteum und richtete dort das Kloster St. Josef ein. Die ursprünglich zweiflügelige Anlage wurde von 1976 bis 1977 nach Plänen des Architekten Walter Hildebrand zu einem viertraktigen Gebäude erweitert.

## Lage und Architektur

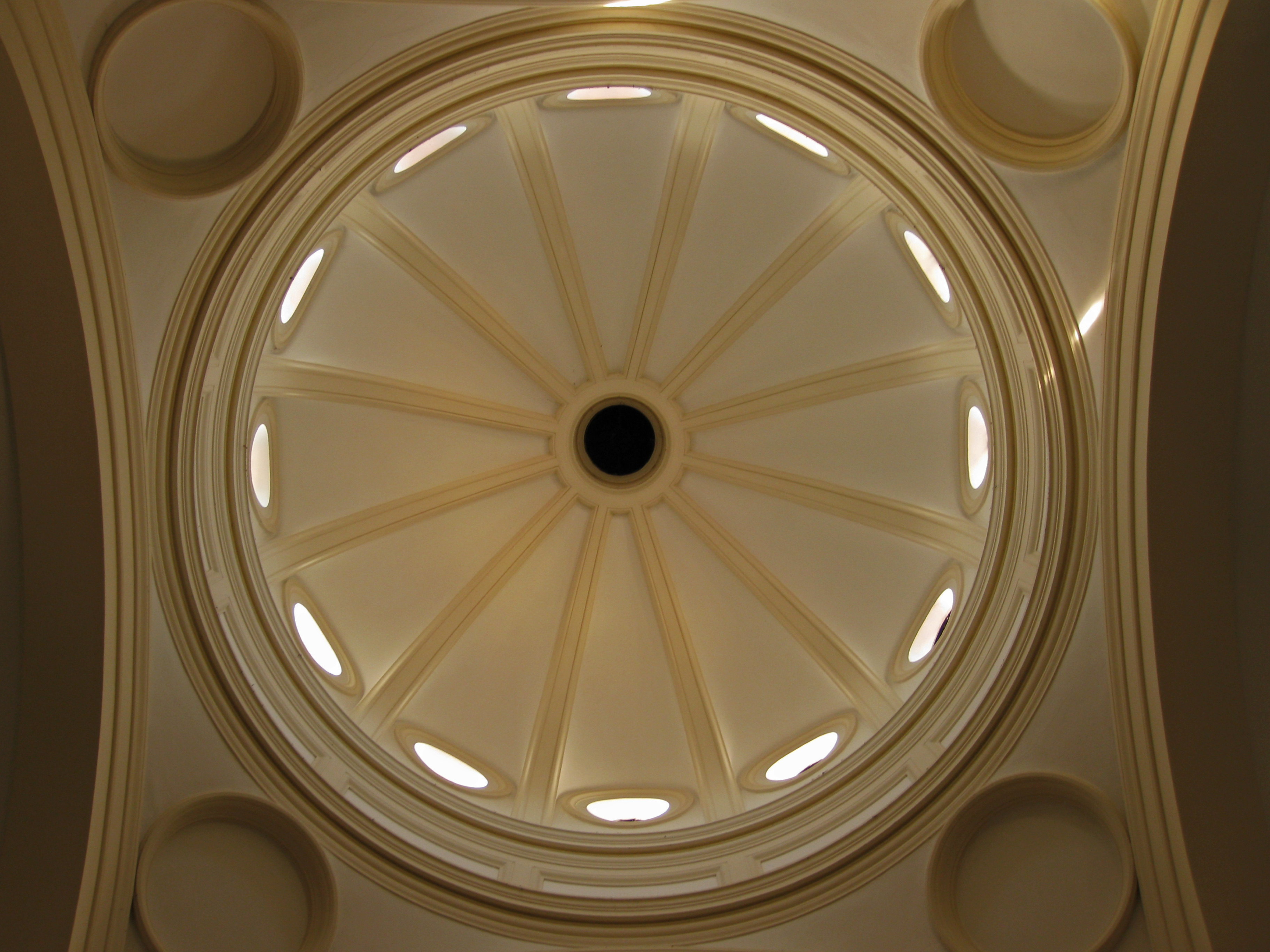
Inneres der Kuppel

Das Faniteum steht in erhöhter Lage am Gemeindeberg im Bezirksteil Ober-St.-Veit. Der Bauteil aus dem 19. Jahrhundert ist im Stil der Neorenaissance gehalten.
Die Kapelle, unter der sich der Gruftraum befindet, ist in Anlehnung an die Pazzi-Kapelle in Florenz gestaltet. Es handelt sich um einen Zentralbau mit Kuppel. Die mit korinthischen Säulen versehene Arkadenvorhalle ist in Blickrichtung des Stephansdoms ausgerichtet. In der Lünette des Hauptportals ist ein steinernes Relief italienischer Herkunft angebracht, das Anfang des 16. Jahrhunderts geschaffen wurde. Das steinerne Taufbecken und das Weihwasserbecken wurden um 1500 in Italien hergestellt. Zwei barocke Gemälde an der Westwand stammen aus der Mitte des 17. Jahrhunderts. In einem über ein venezianisches Fenster erreichbaren Nebenraum steht ein Marmorgrabstein der Familie Lanckoroński aus der Zwischenkriegszeit.
Im alten Trakt des Klosters, dessen Fassade mit einer Loggia und Pfeilerarkaden gegliedert ist, befinden sich zahlreiche weitere Kunstwerke. Aus der Zeit um 1500 stammen eine italienische Terrakotta-Statue Christus als Weltenherrscher, ein Madonna-Tondo im Stil der florentinischen Bildhauerfamilie Della Robbia und das steinerne Türgewände in der Sakristei. Vier Heiligenfiguren aus Holz wurden im 17. Jahrhundert hergestellt und befanden sich zuvor im kaiserlichen Karmelitinnenkloster am Salzgries. In einem Korridor des Ostflügels sind Die sieben leiblichen Werke der Barmherzigkeit darstellende Wandmalereien angebracht, die Wilhelm Steinhausen 1895/1896 schuf.